# الیزابت بروژنیگ
الیزابت بروژنیگ (انگلیسی: Elizabeth Bruenig؛ زادهٔ ۵ دسامبر ۱۹۹۰) روزنامه‌نگار اهل ایالات متحده آمریکا است. وی از سال ۲۰۱۴ میلادی تاکنون مشغول فعالیت بوده‌است.